# Alfons Sundqvist
Alfons Immanuel Sundqvist, född 2 oktober 1909 i Purmo, död 28 augusti 1985 i Korsholm, var en finländsk pastor och folkhögskolrektor. 
Sundqvist var 1930–1945 pastor i olika församlingar inom Finlands svenska baptistsamfund i Nyland och Österbotten, verkade 1945–1962 som rektor för Fria kristliga folkhögskolan i Korsholm och 1962–1972 för Svenska Österbottens folkhögskola-folkakademi i Närpes. Sundqvist, som blev teologie doktor 1951, var välkänd i ekumeniska sammanhang som medlem av Kristliga radioutskottet och Ekumeniska Rådet i Finland. Han publicerade ett antal böcker som behandlar baptismens historia i Finland, en teologisk avhandling om John Bunyan (1951) och en populärt hållen biografi över denne (1978, finsk översättning 1979). Han tilldelades skolråds titel 1973 och blev teologie hedersdoktor 1984.